# Aeroportul Kolda North
Aeroportul Kolda North (IATA: KDA, ICAO: GODK) este un aeroport din Kolda, Département de Kolda⁠(d), Regiunea Kolda, Senegal ce deservește zona Kolda. A fost numit după zona deservită.
Situat la o altitudine de 10 m, aeroportul dispune de 1 pistă.

## Infrastructură

### Piste
Aeroportul dispune de o singură pistă. Pista 02/20 are suprafața de Bitum. 